# أندريه بيدروسا
أندريه بيدروسا هو لاعب كرة قدم برتغالي في مركز الوسط، ولد في 12 أبريل 1997 في باريرو في البرتغال. لعب مع نادي فيتوريا سيتوبال.

## وصلات خارجية
- أندريه بيدروسا على موقع قاعدة بيانات كرة القدم.إي يو (الإنجليزية)
- أندريه بيدروسا على موقع Soccerway.com (الإنجليزية)